# بيلار فروتوس
بيلار فروتوس (بالإسبانية: Pilar Frutos)‏ مواليد 27 أغسطس 1991، هي لاعبة كرة يد باراغوايانية تلعب كظهير أيسر. مثلت منتخب باراغواي لكرة اليد للسيدات.

## سجل المنافسة
شاركت في البطولات التالية:
- بطولة العالم لكرة اليد للسيدات 2013